# Einar Törning
Einar Sigfrid Valdemar Törning, född 28 december 1884 i Norrköping, död 30 november 1941 i Uppsala, var en svensk målare och porslinsmålare.
Hans föräldrar hette Albin Julius Törning och Johanna Frisk. Einar Törning gifte sig 1914 med Selina Eleonora Holm. De fick en dotter 1921, Gunhild Hedvig Eleonora. Efter skilsmässa 1928 flyttade Einar Törning till Uppsala.
Einar Törning började arbeta på Upsala-Ekeby AB som kakelugnsdekoratör. En del av kakelugnarna såldes till Amerika. Hans signatur var "Einar Törning" eller "E.T". Han målade även många fat, tallrikar, vaser med mera. Det finns också ett flertal oljemålningar av Einar Törning.

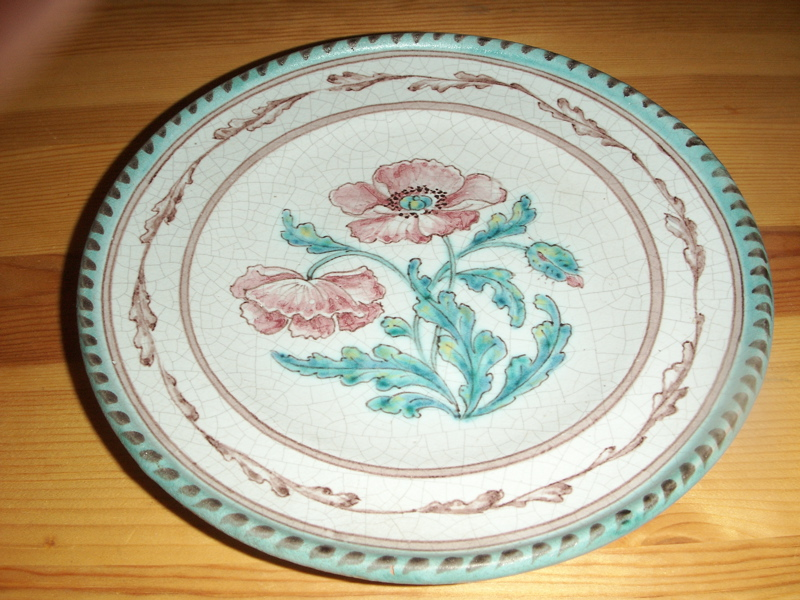
Prydnadstallrik med krakelerat motiv.
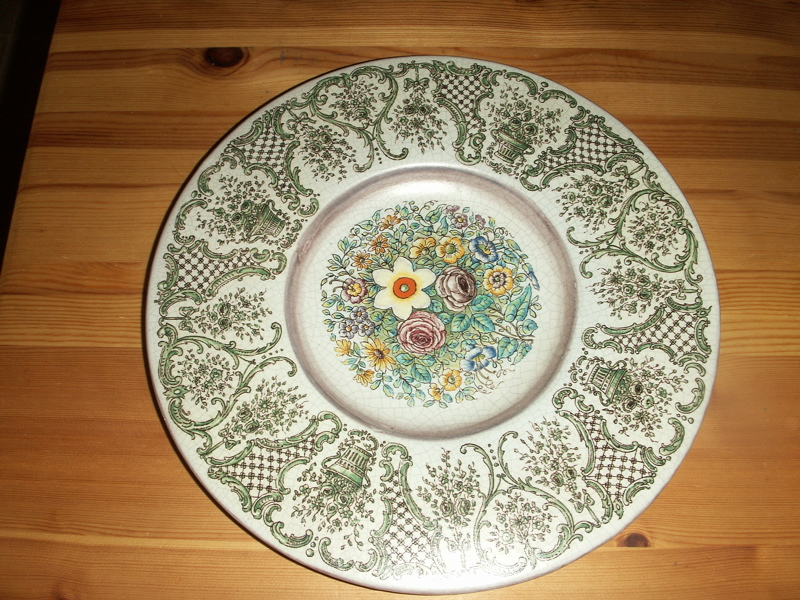
Prydnadsfat med krakelerat motiv.
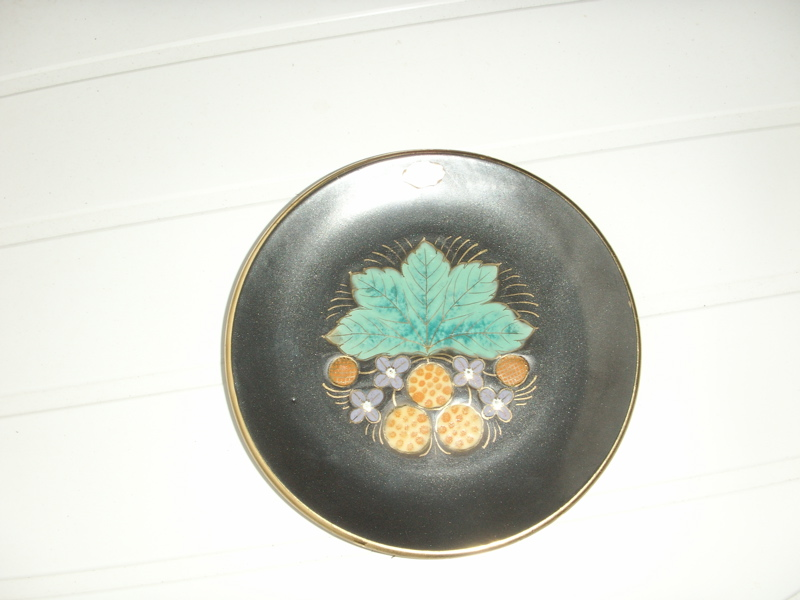
Fruktfat.